# Matthias Giljum
Matthias Giljum (/ˈɡɪliːˌaʊm/; Elemér, 9 de abril de 1902 – São Paulo, 1980)  foi um reformador  Suábio do Danúbio e editor de jornal. Ele atuou como secretário federal da Associação Cultural Suábio-Alemã no Reino da Iugoslávia, presidente da Sociedade de Ajuda aos Refugiados da Suábia do Danúbio na Alta Áustria e trabalhou como editor-chefe do Brasil-Post, um jornal de língua alemã em Brasil.

## Biografia
Giljum nasceu em 1902 como o quinto filho de seus pais da Suábia do Danúbio. Seu pai, Michael Giljum, administrava uma pequena fazenda com sua mãe Barbara (nascida Neuhaus).  Ele frequentou o ensino médio e a academia comercial em Zrenjanin e estudou a partir de 1921 na Universidade de Comércio Mundial de Viena. Retornando ao Banato, trabalhou inicialmente na associação cooperativa alemã de Novi Sad e Apatin. Em 1932, tornou-se secretário federal da Associação Cultural Suábia-Alemã, que expandiu entre 1932 e 1938 em uma organização comunitária cultural abrangente de alemães iugoslavos. Giljum foi o editor-chefe da publicação pedagógica mensal Unsere Schule (em português: Nossa Escola) e trabalhou na revista cultural Volkswart. 
Quando os reformadores, capturados pelos nazistas, regressaram à Kulturbund em 1939, exerceram forte pressão sobre os presidentes Johann Keks e Giljum, sob os quais renunciaram aos seus cargos em agosto de 1939. Sepp Janko tornou-se o novo presidente do movimento. Giljum assumiu a gestão da Fundação Escolar Alemã em outubro de 1939, que buscava expandir o sistema escolar alemão na Iugoslávia. Após a invasão alemã da Iugoslávia, a organização expandiu-se para a Hungria, de onde se mudou para Budapeste em 1942. No inverno de 1944, ele fugiu do avanço da Frente Oriental para Linz, na Áustria. 
Após a Segunda Guerra Mundial, Giljum foi presidente da Associação de Ajuda aos Refugiados da Suábia do Danúbio na Alta Áustria (em alemão:  Donauschwäbische Landsmannschaft - Hilfsverein der Donauschwaben in Oberösterreich) até 2 de setembro de 1951. Ele foi sucedido por Fritz Klingler como presidente e Hans Moser como diretor administrativo.  De lá, Giljum emigrou para o Brasil em 1951, onde trabalhou pela primeira vez na editora Leopoldina. Em 1961, com Klaus Dormien, assumiu a direção e o conselho editorial do Brasil-Post, semanário de língua alemã no Brasil.  Ele deixou suas memórias datilografadas, Sobre os suábios do Danúbio de maneira diferente (em alemão:  Donauschwaben einmal anders) , que permaneceu inédito. 